# BAD INTENTIONS
BAD INTENTIONS（バッド インテンションズ）は、新日本プロレスのプロレスラー、ジャイアント・バーナードとカール・アンダーソンのタッグチーム。

## 来歴

### 結成
2009年4月、中邑真輔と真壁刀義との試合中に矢野通が乱入。当時、タッグ・パートナーであった真壁をイスで殴打し、中邑と旧G・B・Hメンバーと共に新ユニットCHAOSを結成。5月3日にIWGPタッグ王座の挑戦権を賭けて、天山広吉、小島聡組と対戦。これに勝利し、6月20日でブラザー・レイ、ブラザー・ディーボン組が所持するベルトの奪還に挑むも敗北を喫した。
同年に開催されたG1 TAG LEAGUEでは史上初となる全戦全勝し、優勝を果たした。

### 三つ巴のタッグ王座抗争
2010年1月4日に3WAYマッチで再度IWGPタッグ王座に挑戦するも、凱旋帰国したNO LIMITからピンフォールを奪われ、ここでも戴冠はならず。4月4日に矢野通がカール・アンダーソンのCHAOS追放（バーナードも後日に離脱を発表）に伴い、NO LIMITの2人と共闘。この事態に痺れを切らせた青義軍の永田裕志と井上亘が乱入し、三つ巴の抗争が勃発。
5月3日にIWGPタッグ選手権試合3WAYマッチが行われ、アンダーソンが井上からピンフォールを奪われて敗北を喫するも、6月19日にイリミネーション形式の3WAYタイトルマッチに勝利を収め、ついにIWGPタッグ王座初戴冠を果たした。翌7月19日に巴戦ルールで同じ面子で3度対決、青義軍とNO LIMITを連続で倒した事で初防衛に成功、抗争が終結する。

### 抗争後〜終息
青義軍・NO LIMIT・日墨マッスルオーケストラ（中西学&ストロングマン組）・TNAのビアマネー・インク（ジェームス・ストーム&ロバート・ルード組）・CMLLのOKUMURA&アトランティス組を相手にIWGPタッグベルトの連続防衛に成功し、現在蝶野正洋・天山広吉組の持つIWGPタッグ王座最多連続防衛記録と同じ7回に到達している。
2010年のG1 TAG LEAGUEにシード権で出場、決勝トーナメントし進出するも準決勝で青義軍に敗れた為第3位になり、2連覇実現はならなかった。
また、2010年度のプロレス大賞の最優秀タッグチームの候補に挙がっていたが、結果は日墨マッスルオーケストラが受賞した為、これに激怒。最優秀タッグを決定する立場にいた解説の金沢克彦やバックステージにいた新聞・雑誌記者に噛みつく・掴みかかったりした。
6月18日、大阪大会でプロレスリング・ノアの高山善廣&佐野巧真の持つGHCヘビー級タッグベルトに挑戦し、バーナードが佐野をバーナードライバーでフォール勝ちし、GHCタッグベルトを奪取しタッグ2冠とIWGPタッグ多連続防衛記録更新を達成。同大会で行われた棚橋弘至と後藤洋央紀のIWGPヘビー級王座選手権終了直後にリングに上がり、バーナードが棚橋のIWGPベルトに挑戦表明。反対に棚橋が2人のIWGPタッグベルトに挑戦表明し、バッドインテンションズ対棚橋&後藤組のIWGPタッグ選手権が正式に決まる。
7月3日、大阪大会での公約通り、棚橋・後藤組と対戦しアンダーソンがガン・スタンで後藤にフォール勝ちし、9度目の防衛に成功する。
翌18日にバーナードが棚橋のIWGPに挑戦、敗北するもバーナードは棚橋を大いに讃えた。また、アンダーソンはシングルで後藤と対戦、裏ガン・スタンを繰り出すも後藤の裏昇天に敗れる。
同月にNOAHのリングでピンク・ゴディ（森嶋猛、吉江豊組）を相手にGHCタッグ初防衛に成功し、試合後に谷口周平と潮崎豪から挑戦表明を受けた。
10月22日、新日本プロレスにて行われるG1 TAG LEAGUEに3年連続3回目の出場。ブロック1位通過し、準決勝で棚橋弘至・後藤洋央紀組を下し決勝戦に進出するも、鈴木みのる・ランス・アーチャー組に敗れ、準優勝。
10月31日、NOAHディファ有明大会にて行われたGHCタッグ選手権で、22分13秒の戦いの末、バーナードが谷口をバーナードライバーで沈めV2に成功した。
しかし、試合後にNO MERCYのKENTA&高山善廣から挑戦表明を受けた。
11月12日、G1 TAG LEAGUE優勝タッグの鈴木・ランス組を相手にIWGPタッグ戦を行い、新合体技「ジャイアント・ガンスタン」でランスを仕留め、10度目の防衛に成功する。
2012年1月4日、テンコジとしてタッグ再結成した天山広吉・小島聡組を相手に東京ドーム大会でIWGPタッグ戦を行い、バーナードが天山のムーンサルトプレスで敗れたため、1年7ヶ月の長期政権から陥落する。
1月22日NOAH大阪大会、秋山準&齋藤彰俊組を迎えたGHCタッグ王座3度目の防衛戦。最後はアンダーソンが齋藤のデスブランドで敗れた、尚この結果により18日間で同王座&IWGPタッグ王座を失い無冠となった。
4月、バーナードが新日本を離脱してWWEに帰還した為、実質上の終息となった。

## 合体技
マジックキラー
ラ・レジスタンスのオールボワールと同じモーション。この技で2009年度G1タッグリーグを全戦全勝した。
ジャイアント・ガンスタン
かつて3度に渡る敗北を喫した相手TEAM 3Dのフィニッシュ技「ダッドリー・デス・ドロップ」のガン・スタンバージョン。バーナードがスラップジャンプの要領で相手を上空に放り投げ、アンダーソンが高角度のガン・スタンでマットに叩き込む。IWGPタッグ10度目の防衛戦で初披露。

## タイトル歴
新日本プロレス
- IWGPタッグ王座（第57代）
- G1 TAG LEAGUE優勝（2009年）

プロレスリング・ノア
- GHCタッグ王座（第22代）